# Dmitry Korchak
Dmitry Korchak (Дмитрий Корчак), né le 19 février 1979 à Elektrostal, dans l'oblast de Moscou, est un chanteur d'opéra russe, de tessiture ténor. Il est également chef d'orchestre. Il chante sur toutes les grandes scènes internationales dans le répertoire lyrique et belcantiste français, italien, allemand et russe.

## Carrière

### Ténor rossinien
Korchak suit une formation musicale à l'Académie chorale de Moscou.
En 2004, il a remporte le prix du Concours international de chant Francisco Viñas de Barcelone et le quatrième prix, ainsi que le prix de Zarzuela, au Concours international Operalia Plácido Domingo de Los Angeles. Il souligne le rôle qu'ont joué ces récompenses pour le jeune ténor engagé dans une troupe russe qu'il était à ses débuts, en ces termes « Les concours sont dans ce cas une chance pour un jeune talent. Muni d’un prix, vous auditionnez pour des théâtres et on vous considère avec une certaine déférence »
Dmitry Korchak se fait d'abord connaître dans le répertoire belcantiste et singulièrement dans Rossini. Il est l'un des habitués du Rossini Opera Festival à Pesaro,  dès 2006. Il confie à Forum Opéra, dans une interview réalisée en avril 2025 que « C’est Rossini qui, au début de ma carrière, m’a révélé la légèreté et l’agilité de la voix ». Il enchaine les rôles au fil des saisons du festival consacré à Rossini, parmi lesquels on peut citer le Stabat Mater en 2006 et en 2017, La gazza ladre en 2007; L’equivoco stravagante en 2008, Mosè in Egitto en 2011, le Concerti di Belcanto en 2011, La donna del lago en 2013, Armida et la Petite messe solennelle en 2014 et en 2023, Torvaldo e Dorliska  en 2017, La cambiale di matrimonio en 2020, Tra rondò e tournedos et Otello en 2022, Bianca e Falliero et Il viaggio a Reims en version-concert en 2024, L’Italiana in Algeri en 2025. Progressivement il aborde des rôles plus corsés et précise à propos de son évolution : « Avec les années, j’ai commencé à explorer des rôles rossiniens exigeant un timbre plus ample, parfois même à la limite du baryténor. ».
Ses prestations rossiniennes ne se cantonnent pas à Pesaro. Il reprend son rôle de Rodrigo dans l'Otello en 2010 en version concert au Théâtre des Champs-Élysées, aux côtés de John Osborn dans le rôle-titre, puis à la Monnaie en 2012 aux côtés de l'Otello de Gregory Kunde.
Il chante aussi Oreste dans une version-concert très remarquée du rare Ermione sous la direction d'Alberto Zedda, donnée le 13 novembre à l'Opéra de Lyon puis le  21 novembre 2016 au Théâtre des Champs-Élysées à Paris, aux côtés de l'Ermione d'Angela Meade (en)et du Pyrrhus de Michael Spyres, sa prestation remarquée est ainsi qualifiée : « Oreste chanté par Dimitri Korchak dont la limpidité de la ligne vocale est étonnante de clarté et de précision ». En 2024 il fait ses débuts dans le rôle de ténor considéré comme le plus difficile de Rossini, celui d'Arnold dans Guillaume Tell, qu'il chante à la Scala de Milan. Le site du Wanderer souligne que « La voix a atteint un degré de maturité qui en fait un Arnold imposant ».

### Le Bel canto, Mozart, l'opéra français et russe
Son répertoire rossinien s'élargit assez rapidement vers les autres compositeurs belcantistes, notamment Donizetti et Bellini mais aussi vers l'opéra français de Bizet, Gounod et Massenet et vers Mozart, dont il chante la plupart des rôles de ténor, à commencer par Tamino de la Flûte enchantée dans la mise en scène de William Kentridge, en 2007 au Théâtre Royal de La Monnaie.
Il se produit ainsi à l'Opéra de Paris dès 2007. Le ténor russe y fait ses débuts en Nemorino dans l'Elixir d'amour, dans la mise en scène de Laurent Pelly, aux côtés de l'Adina de Desirée Rancatore et sous la direction d'Evelyno Pido. Il participe aux représentations à l'Opéra Garnier du rare Demofoonte de Niccolo Jommelli, incarnant le rôle-titre de cette oeuvre baroque de l'école napolitaine, qu'avait choisi Riccardo Muti pour honorer son invitation à Paris l'année 2009. En 2012 c'est à l'Opéra Comique qu'il fait ses débuts en Nadir dans Les Pêcheurs de perles puis il retourne à l'Opéra de Paris, Bastille cette fois pour incarner Arturo dans Les puritains dans la mise en scène de Laurent Pelly, rôle qu'il reprendra la saison suivante, fin 2013, après avoir chanté Ferrando dans Cosi fan tutte. En 2021, c'est le rôle du Le Duc de Mantoue dans Rigoletto qu'il incarne à Paris, dans la mise en scène de Claus Guth, aux côtés de Ludovic Tézier et de Nadine Sierra. Il reprend le rôle dans la même production en mai 2025. Entretemps, il chante Ramiro dans La Cenerentola, mise en scène par Guillaume Gallienne à l'Opéra Garnier.
Il reprend ces rôles sur diverses scènes, notamment son Arturo des Puritains au Teatro Regio de Turin en 2015 et aborde également le rôle de Pollione dans Norma au Teatro Regio di Torino en 2024.
Outre Les Pêcheurs de perles, il aborde également d'autres rôles importants de l'opéra français d'abord en incarnant Werther à l'Opéra Giocosa de Savone en 2006, rôle qu'il reprend plusieurs fois notamment en 2016 à Tokyo puis à l'Opéra de Vienne en 2024. Il est également Robert dans Robert le Diable à la Monnaie en 2019 lors d'une version-concert.
Du côté de l'opéra russe ou en langue slave, son répertoire comprend le rôle de Lenski dans Eugène Onéguine mais aussi celui du Prince dans Rusalka, qu'il chante à la Scala en 2023.

### Chef d'orchestre
Outre sa carrière de chanteur, il est également chef d’orchestre. De 2017 à 2020, il a été principal chef invité de l’Opéra de Novosibirsk, dirigeant le concert d’inauguration de la nouvelle salle de concert avec le Stabat Mater de Rossini. Il a participé à de nombreux enregistrements audio et vidéo. Il a dirigé son propre festival.
Korchak s'est produit à plusieurs reprises au Festival Kissinger Sommer, au Festival de Salzbourg et au Festival Rossini de Pesaro, où il a également dirigé l'Orchestre. Il a également collaboré avec l'Orchestre de la Radio bavaroise et l'Orchestre symphonique de Chicago, entre autres.

## Discographie
| Don Giovanni                        | Nicola Ulivieri, Marco Spotti, Anna Samuil, Maria Luigia Borsi, Maurizio Muraro, Chen Reiss, Simón Orfila, Dmitry Korchak* – Don Giovanni (3×CD, Album) | Helicon Classics   | 02-9627                          |  | 2009 |  |  |
| Corrado D’Altamura (Federico Ricci) | Federico Ricci / Dimitra Theodossiou, Dmitry Korchak*, James Westman, Ann Taylor (5), Andrew Foster-Williams, Cora Burggraaf, Camilla Roberts, Mark Wilde (4), Philharmonia Orchestra, Roland Böer – Corrado D’Altamura (hightlights) (CD, Album, Box Set) | Opera Rara         | ORR246                           |  | 2009 |  |  |
| Secural Coruses (Tchaikowski)       | Tchaikovski - Victor Popov, The Moscow Academy Of Choral Singing*, Andreï Azovski*, Dimitri Kortchak*, Natalia Savelieva, Véra Trifonova, Anetta Michina, Tamara Kractchenko– Secular Choruses (CD)                                                        | Brilliant Classics | 94210                            |  | 2011 |  |  |
| Airs de Karol Szymanowski           | Szymanowski- Jacek Kaspszyk, Henryk Wojnarowski, Warsaw Philharmonic Orchestra* And Choir*, Aleksandra Kurzak, Agnieszka Rehlis, Dmitry Korchak*, Artur Ruciński – Karol Szymanowski (CD, Album)                                                           | Warner Classics    | 01902 9 58645 0 7, 2100006683943 |  | 2017 |  |  |
| Belcanto Rarities                   | Дмитрий Корчак, Evelino Pidò, Coro Y Orquesta Titular Del Teatro Real – Belcanto Rarities (CD) | Decca              | 481 6847                         |  | 2018 |  |  |
| The Rossini Project Arias           | Gioacchino Rossini, Orchestra Della Svizzera Italiana*, Markus Poschner, Dmitry Korchak* – The Rossini Project: Vol. I. The Young Rossini (CD, Album) | Concerto Classics  | CD 2112                          |  | 2019 |  |  |
| Stabal Mater                        | Dvořák*, Kleiter*, Romberger*, Korchak*, Nazmi*, Chor Des Bayerischen Rundfunks, Julius Drake, Howard Arman – Stabat Mater (CD, Album) | BR-Klassik         | 900526                           |  | 2019 |  |  |